# Mileszewy
Mileszewy – osada w Polsce położona w województwie kujawsko-pomorskim, w powiecie brodnickim, w gminie Jabłonowo Pomorskie. Przez wieś przechodzi droga wojewódzka nr 543.

## Podział administracyjny
W latach 1975–1998 miejscowość administracyjnie należała do województwa toruńskiego.

## Historia
W Mileszewach w 1820 r. urodził się Ignacy Łyskowski – dziennikarz, polski działacz narodowy, oświatowy, gospodarczy i polityczny na Pomorzu, a także poseł na sejm pruski. 
We wsi znajduje się dwór, który został zbudowany w pierwszej połowie XIX wieku. Piętrowy budynek posadowiony został na wysokich piwnicach, być może wcześniejszego budynku, na planie prostokąta, z gankiem od strony frontowej, niewysoką wieżą oraz piętrową przybudówką z końca XIX wieku. Obecnie budynek popada w ruinę, do której doprowadził poprzedni właściciel majątku. 
Nieopodal wsi, w kierunku Brodnicy, znajduje się tak zwany "Szaniec" – nietypowo wyglądająca góra w kształcie wulkanu. W XIX w. stał tam zamek. 
W latach 70. na wzgórzu "Szaniec" nakręcono kilka scen do polskiego serialu Samochodzik i templariusze.
W pobliżu "Szańca" z inicjatywy władz miasta i gminy Jabłonowo Pomorskie w 2009 r. powstała replika średniowiecznej Osady Wojów Piastowych. Celem Osady jest m.in. edukacja historyczna i rozwijanie tożsamości lokalnej, a także zwiększenie walorów turystycznych regionu. Od 2019 zajęcia, animacje i wydarzenia w Osadzie prowadzi Fundacja Brama Epok.